# President del Senat d'Espanya
El President del Senat d'Espanya és escollit en sessió constitutiva del Senat d'Espanya amb el vot favorable de la majoria absoluta dels seus membres. Segons la Constitució Espanyola de 1978 és el quart càrrec en importància d'Espanya.
L'elecció es fa mitjançant l'escriptura en paperetes d'un sol nom que escriuen els membres de la cambra. Qui obté la majoria absoluta favorable és elegit president del Senat.

## Funcions
Correspon al President del Senat les funcions:
- Ésser el portaveu de la Cambra i el seu representant en tots els actes oficials.
- Convocar i presidir les sessions del Ple del Senat i mantenir l'ordre de les discussions, dirigir els debat i convocar i presidir la Mesa del Senat.
- Convocar i presidir, quan ho consideri convenient, qualsevol Comissió del Senat.
- Anunciar l'ordre del dia del Ple del Senat.
- Mantenir les comunicacions amb el Govern i les autoritats.
- Signar, juntament amb un dels Secretaris, els missatges que el Senat hagi d'adreçar.
- Interpretar el Reglament.
- Vetllar per l'aplicació del Reglament.
- Aplicar les mesures relatives a disciplina parlamentària.
- Qualsevol altra facultat prevista a la Constitució, les lleis i el Reglament.

## Llista de Presidents/es del Senat
| #  | Legislatura | Nom                             | Nom                             | Inici mandat           | Fi mandat              | Partit polític | Partit polític                       |
| -- | ----------- | ------------------------------- | ------------------------------- | ---------------------- | ---------------------- | -------------- | ------------------------------------ |
| 1  | Constituent | Antonio Fontan                  | Antonio Fontán Pérez            | 13 de juliol de 1977   | 2 de gener de 1979     |                | Unió de Centre Democràtic            |
| 2  | I           | Cecilio Valverde                | Cecilio Valverde Mazuelas       | 27 d'abril de 1979     | 31 d'agost de 1982     |                | Unió de Centre Democràtic            |
| 3  | II          | José Federico de Carvajal Pérez | José Federico de Carvajal Pérez | 18 de novembre de 1982 | 14 de juliol de 1986   |                | Partit Socialista Obrer Espanyol     |
| 3  | III         | José Federico de Carvajal Pérez | José Federico de Carvajal Pérez | 15 de juliol de 1986   | 2 de setembre de 1989  |                | Partit Socialista Obrer Espanyol     |
| 4  | IV          | Juan José Laborda               | Juan José Laborda Martín        | 21 de novembre de 1989 | 28 de juny de 1993     |                | Partit Socialista Obrer Espanyol     |
| 4  | V           | Juan José Laborda               | Juan José Laborda Martín        | 29 de juny de 1993     | 8 de gener de 1996     |                | Partit Socialista Obrer Espanyol     |
| 5  | VI          |                                 | Juan Ignacio Barrero Valverde   | 27 de març de 1996     | 8 de febrer de 1999    |                | Partit Popular                       |
| 6  | VI          | Esperanza Aguirre               | Esperanza Aguirre Gil de Biedma | 9 de febrer de 1999    | 4 d'abril de 2000      |                | Partit Popular                       |
| 6  | VII         | Esperanza Aguirre               | Esperanza Aguirre Gil de Biedma | 5 d'abril de 2000      | 17 d'octubre de 2002   |                | Partit Popular                       |
| 7  | VII         | Juan José Lucas Jiménez         | Juan José Lucas Jiménez         | 22 de novembre de 2002 | 10 de juliol de 2003   |                | Partit Popular                       |
| 7  | VII         | Juan José Lucas Jiménez         | Juan José Lucas Jiménez         | 14 de juliol de 2003   | 1 d'abril de 2004      |                | Partit Popular                       |
| 8  | VIII        | Javier Rojo                     | Francisco Javier Rojo García    | 2 d'abril de 2004      | 31 de març de 2008     |                | Partit Socialista Obrer Espanyol     |
| 8  | IX          | Javier Rojo                     | Francisco Javier Rojo García    | 1 d'abril de 2004      | 12 de desembre de 2011 |                | Partit Socialista Obrer Espanyol     |
| 9  | X           | Pío García-Escudero             | Pío García-Escudero             | 13 de desembre de 2011 | 12 de gener de 2016    |                | Partit Popular                       |
| 9  | XI          | Pío García-Escudero             | Pío García-Escudero             | 13 de gener de 2016    | 18 de juliol de 2016   |                | Partit Popular                       |
| 9  | XII         | Pío García-Escudero             | Pío García-Escudero             | 19 de juliol de 2016   | 20 de maig de 2019     |                | Partit Popular                       |
| 10 | XIII        | Manuel Cruz                     | Manuel Cruz Rodríguez           | 21 de maig de 2019     | 2 de desembre de 2019  |                | Partit dels Socialistes de Catalunya |
| 11 | XIV         | Pilar Llop                      | Pilar Llop Cuenca               | 3 de desembre de 2019  | 12 de juliol de 2021   |                | Partit Socialista Obrer Espanyol     |
| 12 | XIV         | Ander Gil                       | Ander Gil García                | 12 de juliol de 2021   | 16 d'agost de 2023     |                | Partit Socialista Obrer Espanyol     |
| 13 | XV          | Pedro Rollán                    | Pedro Rollán Ojeda              | 17 agost de 2023       | En el càrrec           |                | Partit Popular                       |